# This Is the Police
This Is the Police (с англ. — «Это полиция») — компьютерная стратегическая игра, разработанная белорусской студией Weappy Studio и изданная австрийской компанией THQ Nordic в 2016 году для платформ Windows, MacOS и Linux; в 2017 году была выпущена версия игры для Nintendo Switch; в 2018 году была выпущена версия игры для мобильных устройств.
Игрок принимает на себя роль шефа полиции вымышленного городка Фрибурга, который готовится уйти в отставку под давлением со стороны коррумпированного мэра. Персонаж должен за 180 игровых дней заработать 500 тысяч долларов для обеспечения пенсии.
This Is the Police получила смешанные оценки у критиков. На агрегаторе Metacritic игра оценена в 66 баллов из 100. Критики похвалили её за сюжет и красивый дизайн, но им не понравилось некоторое однообразие геймплея; они отметили, что игра может наскучить, если провести за ней достаточно много времени. В 2018 году был выпущен сиквел под названием This Is the Police 2.

## Игровой процесс
Главный герой — начальник полиции, под контролем которого находятся две смены с полицейскими и детективами, которых он посылает на вызовы и расследование преступлений на изометрической карте Фрибурга. Каждый рабочий день игрока начинается с того, что он выбирает наиболее отдохнувший отряд, а затем реагирует на события, которые происходят на карте города. Игрок не видит того, что происходит на месте преступления, но вместо этого игра показывает текстовое описание произошедшего. Сюжет в игре подаётся через комиксные вставки между игровыми днями. Сотрудники имеют ряд качеств, таких как их опыт, звание, уровень усталости, а также некоторые работники могут иметь личные качества вроде лени и склонности к алкоголю.
Игра начинается более-менее просто, поскольку ранние преступления не слишком серьёзны — для решения проблемы достаточно отправить только пару полицейских — но сложность со временем нарастает. Для дел такого уровня, как «ограбление банка», требуется отправить несколько офицеров и отряд спецназа с автозаком, а для обычных вызовов, вроде домашнего насилия, требуются лишь пара сотрудников. Стратегическая часть игры — это рассчитать, как наилучшим образом использовать свой отряд. Если отправить на один вызов всех своих полицейских, то появится риск, что на последующие вызовы послать будет некого. Результат некоторых вызовов напрямую зависит от действий игрока, поскольку есть задания, на которых у игрока есть возможность выбрать, что необходимо предпринять прибывшим на вызов полицейским. Например, если поступил вызов о подозрительной сумке, то по прибытии на место происшествия игроку предоставляют выбор: выстрелить в сумку или дождаться отряда сапёров. Если игрок сделает неправильный выбор, то могут погибнуть сотрудники полиции или гражданские лица.
Игрок несколько раз делает выбор во время сюжетных сцен, например, даёт ответы на вопросы корреспондентов во время пресс-конференции или отвечает во время допроса в мэрии, или же определяет, с какой преступной группировкой будет идти сотрудничество. От выбора игрока зависит то, назовут ли игрока виновным в неправомерных действиях или нет. Если сделать неправильный выбор, то игрок рискует получить сокращение бюджета и штата от мэрии или даже тюремный срок.
Помимо простых вызовов, в игре есть расследования, на которые посылаются не полицейские, а детективы, и они в течение некоторого времени работают и добывают кадры. Задача игрока — прочитать показания свидетелей, вникнуть в суть дела и расставить полученные ранее кадры в правильной последовательности.

## Сюжет
Действия игрока ведутся от персонажа Джека Бойда — 60-летнего начальника полиции небольшого городка Фрибург. Главный герой узнаёт, что до его увольнения осталось ровно 180 дней, и Джек ставит себе цель обеспечить себя пенсией, а для этого за эти полгода ему необходимо заработать 500 тысяч долларов. Бойд — одинок, его жена ушла к другому. В связи с этим Джек нанял детектива для её поиска. Позже ему звонит молодая девушка Лана — новый прокурор города, — и в дальнейшем она пытается завести отношения с Бойдом.
Основной антагонист Джека — мэр Фрибурга по фамилии Роджерс, который давит на героя, выставив сроки увольнения. Мэрия регулярно запрашивает офицеров из смены для своих целей, например для охраны сестры племянницы мэра. По мере прохождения игры в городе начинается война двух гангстерских группировок — Варгов и Сэндов. Джеку приходится выбрать, с какой из группировок он будет сотрудничать. Выполняя задания от мафии, такие как игнорирование вызовов, Бойд получает деньги.

## Разработка и выпуск
В январе 2015 года белорусская студия разработки компьютерных игр Weappy Studio начала кампанию на Kickstarter с целью сбора 25 000 долларов для финансирования разработки игры. По итогам кампании было собрано 35 508 долларов. Главного героя Джека Бойда озвучил Джон Сент-Джон, более известный по озвучиванию персонажа Дюка Нюкема.
В апреле 2016 года игра была анонсирована на PAX East. Выпуск игры был запланирован на 28 июля 2016 года, но произошла задержка на несколько дней из-за ошибки издателя. 30 декабря 2016 года издатель THQ Nordic приобрёл права на интеллектуальную собственность This Is the Police.
Выпуск игры состоялся 2 августа 2016 года для персональных компьютеров на Windows, MacOS и Linux. Позже This Is the Police стала доступна для PlayStation 4 и Xbox One, и анонс об этом появился в начале 2017 года. В 2017 году издатель THQ Nordic подтвердил выход для платформы Nintendo Switch. This Is the Police была издана для Nintendo Switch 24 октября 2017 года, а в розничную продажу игра поступила доступна 5 декабря того же года.

#### Сиквел
В 2018 году Weappy Studio и издатель THQ Nordic анонсировали выход сиквела под названием This Is the Police 2. Его выход был намечен на 2 августа 2018 года в честь второй годовщины выхода первой части серии, но издатель решил выпустить игру 31 июля, на два дня раньше, поскольку первая часть игры вышла на два дня позже оговорённой даты. Анонсирован выход версий для консолей на осень 2018 года. В сиквеле игрок участвует в тактических боевых действиях в ходе расследований дел, а Джек Бойд станет новым шерифом городка Шарпвуд.

## Оценки
| Сводный рейтинг       | Сводный рейтинг              |
| Агрегатор             | Оценка                       |
| --------------------- | ---------------------------- |
| GameRankings          | - PC: 62,05 % - PS4: 64,50 % |
| Metacritic            | 66/100                       |
| Иноязычные издания    |                              |
| Издание               | Оценка                       |
| Destructoid           | 4/10                         |
| Eurogamer             | 9/10                         |
| Game Informer         | 5/10                         |
| GameSpot              | 7/10                         |
| IGN                   | 6/10                         |
| PC Gamer (US)         | 65/100                       |
| Русскоязычные издания |                              |
| Издание               | Оценка                       |
| «Игромания»           | 8,0/10                       |
| «Игры Mail.ru»        | 7,5/10                       |

Игра получила смешанные оценки. На сайте-агрегаторе Metacritic This Is the Police был оценён 66 баллов из 100 на основе 35 рецензий различных изданий.
Алекс Гильядов из GameSpot похвалил игру за её дизайн и захватывающий сюжет, который преподносит игроку трудные решения, но критику не понравилось то, что детективы часто бывают бесполезными, и также то, что преступления со временем начинают повторяться. Кейт Грэй из PC Gamer похвалила игру, но заметила, что игра, если играть в неё достаточно долго, может наскучить. Брент Аблс из Kill Screen сказал, что «к 100-му игровому дню он начал терять из виду цель игры». Хуан Гарсия из IGN заметил, что «This Is the Police это игра, которая вносит очень мало с точки зрения геймплея — игровой процесс больше сосредоточен на повествовании, отбрасывая другие аспекты игры, и что это не всегда хорошо». Эдвард Смит из International Business Times посчитал, что из-за споров насчёт полицейских в США, игра находится под пристальным вниманием и может быть подвергнута критике. Олегу Зайцеву из Игромании понравилось, что игроку предоставляется множество решений, влияющих на сюжет и «мрачная и интригующая история», но рецензенту не понравилось, что концовка игры скомкана, а сотрудники полиции — безликие.
Летом 2018 года, благодаря уязвимости в защите Steam Web API, стало известно, что точное количество пользователей сервиса Steam, которые играли в игру хотя бы один раз, составляет 376 582 человека.